# Kloster Keur Moussa

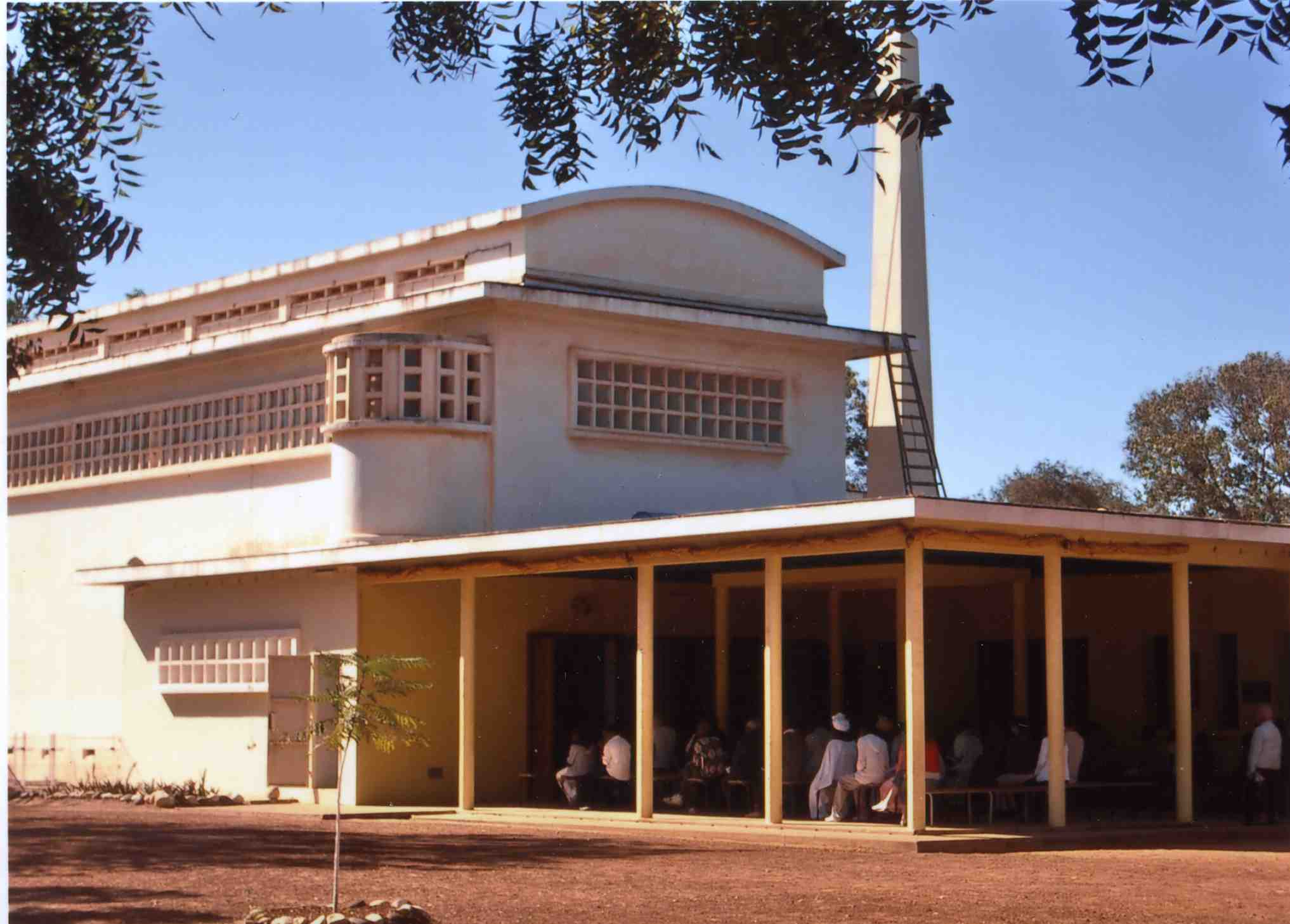
Sonntagsmesse in der Abteikirche

Das Kloster Keur Moussa ist eine  Benediktinerabtei im Senegal, zwischen Dakar und Thiès gelegen, rund 20 Kilometer von Dakar entfernt.

## Geschichte
Das Kloster wurde 1963 am Westrand des Ortes Keur Moussa von Mönchen der französischen Abtei Saint-Pierre in Solesmes gegründet. Sie waren auf Einladung des senegalesischen Präsidenten Léopold Sédar Senghor ins Land gekommen. 1984 wurde das Kloster zur Abtei erhoben.

## Liturgie
Der Konvent ist bekannt für seine sonntäglichen Messen, in welchen die Mönche die Kunst des Gregorianischen Gesangs pflegen und diese mit einheimischen Melodien und Instrumenten, vor allem durch die Kora, ergänzen. Dabei wird gesungen, getanzt und getrommelt, die ganze Messe wird ausgelassen gefeiert.